# John Ogu
Pour les articles homonymes, voir Ogu.
John Ugochukwu Ogu est un footballeur nigérian né le 20 avril 1988 à Lagos. Il évolue au poste de milieu central, au sein du club saoudien Al-Adalah.

## Biographie
John Ogu débute au Starlet FC, à Lagos puis en 2005, il rejoint le Fly Sport Academic. Le 23 septembre 2006, après un test concluant il signe avec club slovène du NK Drava Ptuj où il reste pendant quatre saisons.
À l'été 2010, il s'installe au Portugal à l'Atlético Clube de Portugal qui évolue en troisième division, mais au bout de six mois, il quitte le Portugal pour l'Espagne voisine et rejoint l'UD Almería B. Il retourne au Portugal en novembre 2011 à l'UD Leiria. Après la relégation de ce dernier de l'élite portugaise, John Ogu signe à l'Académica de Coimbra en juillet 2012 sur un transfert de deux ans.
Il commence sa carrière internationale le 23 mars 2013, face au Kenya en match qualificatif pour la Coupe du monde 2014.

## Statistiques de joueur

### Synthèse
| Saison                | Club                  | Championnat           | Championnat | Championnat | Coupe(s) nationale(s) | Coupe(s) nationale(s) | Compétition(s) continentale(s) | Compétition(s) continentale(s) | Compétition(s) continentale(s) | Sélection | Sélection | Sélection | Total | Total |
| Saison                | Club                  | Division              | M.          | B.          | M.                    | B.                    | Comp.                          | M.                             | B.                             | Équipe    | M.        | B.        | M.    | B.    |
| 2006-2007             | Drava Ptuj            | PrvaLiga              | 16          | 0           | 0                     | 0                     | -                              | 0                              | 0                              | -         | 0         | 0         | 16    | 0     |
| 2007-2008             | Drava Ptuj            | PrvaLiga              | 27          | 2           | 0                     | 0                     | -                              | 0                              | 0                              | -         | 0         | 0         | 27    | 2     |
| 2008-2009             | Drava Ptuj            | PrvaLiga              | 25          | 4           | 0                     | 0                     | -                              | 0                              | 0                              | -         | 0         | 0         | 25    | 4     |
| 2009-2010             | Drava Ptuj            | PrvaLiga              | 29          | 2           | 0                     | 0                     | -                              | 0                              | 0                              | -         | 0         | 0         | 29    | 2     |
| Sous-total            | Sous-total            | Sous-total            | 97          | 8           | 0                     | 0                     | -                              | -                              | -                              | -         | 0         | 0         | 97    | 8     |
| 2010-2011             | Atlético CP           | II Divisão B          | 1           | 0           | 1                     | 0                     | -                              | 0                              | 0                              | -         | 0         | 0         | 2     | 0     |
| Sous-total            | Sous-total            | Sous-total            | 1           | 0           | 1                     | 0                     | -                              | 0                              | 0                              | -         | 0         | 0         | 2     | 0     |
| 2010-2011             | UD Almería B          | Segunda División B    | 0           | 0           | 0                     | 0                     | -                              | 0                              | 0                              | -         | 0         | 0         | 0     | 0     |
| Sous-total            | Sous-total            | Sous-total            | 0           | 0           | 0                     | 0                     | -                              | 0                              | 0                              | -         | 0         | 0         | 0     | 0     |
| 2011-2012             | União de Leiria       | Liga Zon Sagres       | 17          | 3           | 0                     | 0                     | -                              | 0                              | 0                              | -         | 0         | 0         | 17    | 3     |
| Sous-total            | Sous-total            | Sous-total            | 17          | 3           | 0                     | 0                     | -                              | 0                              | 0                              | -         | 0         | 0         | 17    | 3     |
| 2012-2013             | Académica             | Liga Zon Sagres       | 19          | 1           | 7                     | 1                     | C3                             | 5                              | 0                              | Nigeria   | 7         | 0         | 38    | 2     |
| 2013-2014             | Académica             | Liga Zon Sagres       | 7           | 0           | 2                     | 0                     | -                              | 0                              | 0                              | Nigeria   | 3         | 0         | 12    | 0     |
| Sous-total            | Sous-total            | Sous-total            | 26          | 1           | 9                     | 1                     | -                              | 5                              | 0                              | -         | 10        | 0         | 50    | 2     |
| 2014-2015             | Hapoël Beer-Sheva     | Ligat HaAl            | 34          | 4           | 7                     | 0                     | -                              | 0                              | 0                              | Nigeria   | 1         | 0         | 42    | 4     |
| 2015-2016             | Hapoël Beer-Sheva     | Ligat HaAl            | 34          | 4           | 8                     | 0                     | C3                             | 2                              | 1                              | Nigeria   | 1         | 0         | 45    | 5     |
| 2016-2017             | Hapoël Beer-Sheva     | Ligat HaAl            | 20          | 0           | 0                     | 0                     | C1+C3                          | 13                             | 1                              | Nigeria   | 0         | 0         | 33    | 1     |
| 2017-2018             | Hapoël Beer-Sheva     | Ligat HaAl            | 29          | 3           | 6                     | 0                     | C1+C3                          | 10                             | 1                              | Nigeria   | 6         | 1         | 51    | 5     |
| Sous-total            | Sous-total            | Sous-total            | 117         | 11          | 21                    | 0                     | -                              | 25                             | 3                              | Nigeria   | 8         | 1         | 171   | 15    |
| Total sur la carrière | Total sur la carrière | Total sur la carrière | 258         | 23          | 30                    | 1                     | -                              | 30                             | 3                              | Nigeria   | 18        | 1         | 336   | 28    |

Statistiques actualisées le 1/01/2019

### Sélections internationales
En mars 2013, est il appelé par Stephen Keshi, afin de participer au match qualificatif pour le mondial 2014, face au Kenya. 
| Sélections | Date              | Stade                                     | Adversaire     | Résultat | Minutes | Compétition                       | Buts | Capitaine | Club              |
| ---------- | ----------------- | ----------------------------------------- | -------------- | -------- | ------- | --------------------------------- | ---- | --------- | ----------------- |
| 1          | 23 mars 2013      | U.J. Esuene Stadium, Calabar              | Kenya          | 1 – 1    | 51 min  | Qualification Coupe du monde 2014 | 0    | Non       | Académica Coimbra |
| 2          | 1er juin 2013     | Reliant Stadium, Houston                  | Mexique        | 2 – 2    | 69 min  | Amical                            | 0    | Non       | Académica Coimbra |
| 3          | 5 juin 2013       | Centre sportif international Moi, Nairobi | Kenya          | 0 – 1    | 33 min  | Qualification Coupe du monde 2014 | 0    | Non       | Académica Coimbra |
| 4          | 12 juin 2013      | Sam Nujoma Stadium, Windhoek              | Namibie        | 1 – 1    | 28 min  | Qualification Coupe du monde 2014 | 0    | Non       | Académica Coimbra |
| 5          | 17 juin 2013      | Estádio Mineirão, Belo Horizonte          | Tahiti         | 1 – 6    | 33 min  | Coupe des confédérations 2013     | 0    | Non       | Académica Coimbra |
| 6          | 20 juin 2013      | Arena Fonte Nova, Salvador                | Uruguay        | 1 – 2    | 66 min  | Coupe des confédérations 2013     | 0    | Non       | Académica Coimbra |
| 7          | 23 juin 2013      | Estádio Castelão, Fortaleza               | Espagne        | 0 – 3    | 27 min  | Coupe des confédérations 2013     | 0    | Non       | Académica Coimbra |
| 8          | 14 août 2013      | Moses Mabhida Stadium, Durban             | Afrique du Sud | 0 – 2    | 90 min  | Amical                            | 0    | Non       | Académica Coimbra |
| 9          | 10 septembre 2013 | Stade Ahmadu-Bello, Kaduna                | Burkina Faso   | 4 – 1    | 55 min  | Amical                            | 0    | Non       | Académica Coimbra |
| 10         | 18 novembre 2013  | Craven Cottage, Londres                   | Italie         | 2 – 2    | 45 min  | Amical                            | 0    | Non       | Académica Coimbra |
| 11         | 29 mars 2015      | Mbombela Stadium, Nelspruit               | Afrique du Sud | 1 – 1    | 45 min  | Amical                            | 0    | Non       | Hapoël Beer-Sheva |
| 12         | 13 juin 2015      | Abuja National Stadium, Abuja             | Tchad          | 2 – 0    | 7 min   | Qualifications CAN 2017           | 0    | Non       | Hapoël Beer-Sheva |

## Palmarès
Hapoël Beer-Sheva
- Champion d'Israël en 2015-2016